# Zugligeti út
A Zugligeti út Budapest XII. kerületében a Budakeszi út elejét köti össze a Béla király út végével. Két történelmi városrészt érint, Virányost és Zugligetet. Maga az útvonal Budakeszi irányába már a 17. századtól ismert és használt. Nevét hivatalosan 1886-ban kapta.
A Zugligeti úton járt Buda első omnibusza 1832-től. Itt épült az első budai lóvasút 1868-ban és itt nyílt az első budai villamosvasút is 1896-ban.

## Jelentősebb épületek
- A Zugligeti út 18. (Zugligeti út-Zalai út sarok) szám alatt található az 58-as villamos műemléki védelem alatt álló megállója, jelenleg virágbolt.
- Zugligeti út 9-25. alatt található Virányos első klasszicista épülete, az 1845-ben épült Gondűző villa. A villa eredetileg tágas telken állt de 1925-ben átépítették és beszorult a Moholy-Nagy Művészeti Egyetem telken felépített két oktatási épülete közé.
- Zugligeti út 27. 1875-ben épült historizáló villa. Ma az Algériai Demokratikus Népi Köztársaság Magyarországi Nagykövetségének épülete.
- A Zugligeti út 58-62. szám alatt található a hajdani Laszlovszky major műemlék épülete (épült 1820 táján). Jelenleg a Magyar Máltai Szeretetszolgálat központja. Udvarán emléktábla emlékeztet arra, hogy 1849 májusában, Buda várának ostromakor itt volt Görgei Artúr tábornok főhadiszállása.
- A 62. szám alatt található a Zugligeti lóvasút, majd a Zugligeti villamos 1870-ben épített „régi” végállomása. Ez az épület is országos műemléki védettséget élvez, de nagyon romos állapotban van.
- Hasonlóan országos műemléki védelem alatt áll az 58-as villamos egykori végállomása. Ma a Niche Camping.
- Fontos megemlíteni a Zugligeti Libegőt is. A libegő a Budai-hegységben megépített egyetlen magyar drótkötélpálya, alsó állomása a Zugligeti út középső szakaszán található.
- Nem messzi a Zugligeti Általános Iskola épületétől, a Zugligeti út 95. szám alatt egy 1840 körül épült népi klasszicista épület romjait láthatjuk.
- A Zugligeti Általános Iskola a Zugligeti út legutolsó épületében található (113. szám). Ennek helyén állt a Vadász major. 1847. június 19-én itt tartotta Döbrentei Gábor polgármester a nevezetes dűlőkeresztelőt, amikor 37 hegyvidéki forrás, hegy, szikla és dűlő kapott magyar nevet. Erre az eseményre az iskola falán emléktábla hívja fel a figyelmet. Az iskola 2007-ben ünnepelte fennállásának 115. évfordulóját.

az 58-as villamos műemléki védelem alatt álló megállója (Zugligeti út-Zalai út sarok)
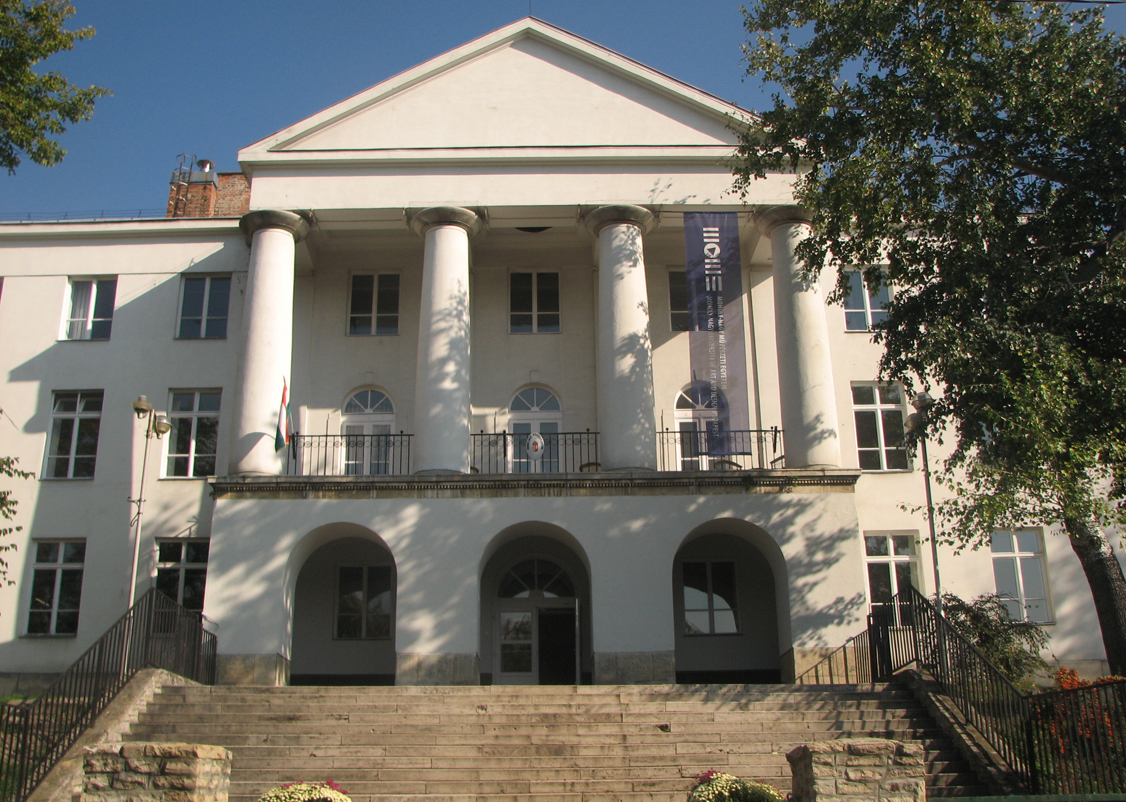
Moholy-Nagy Művészeti Egyetem épülete
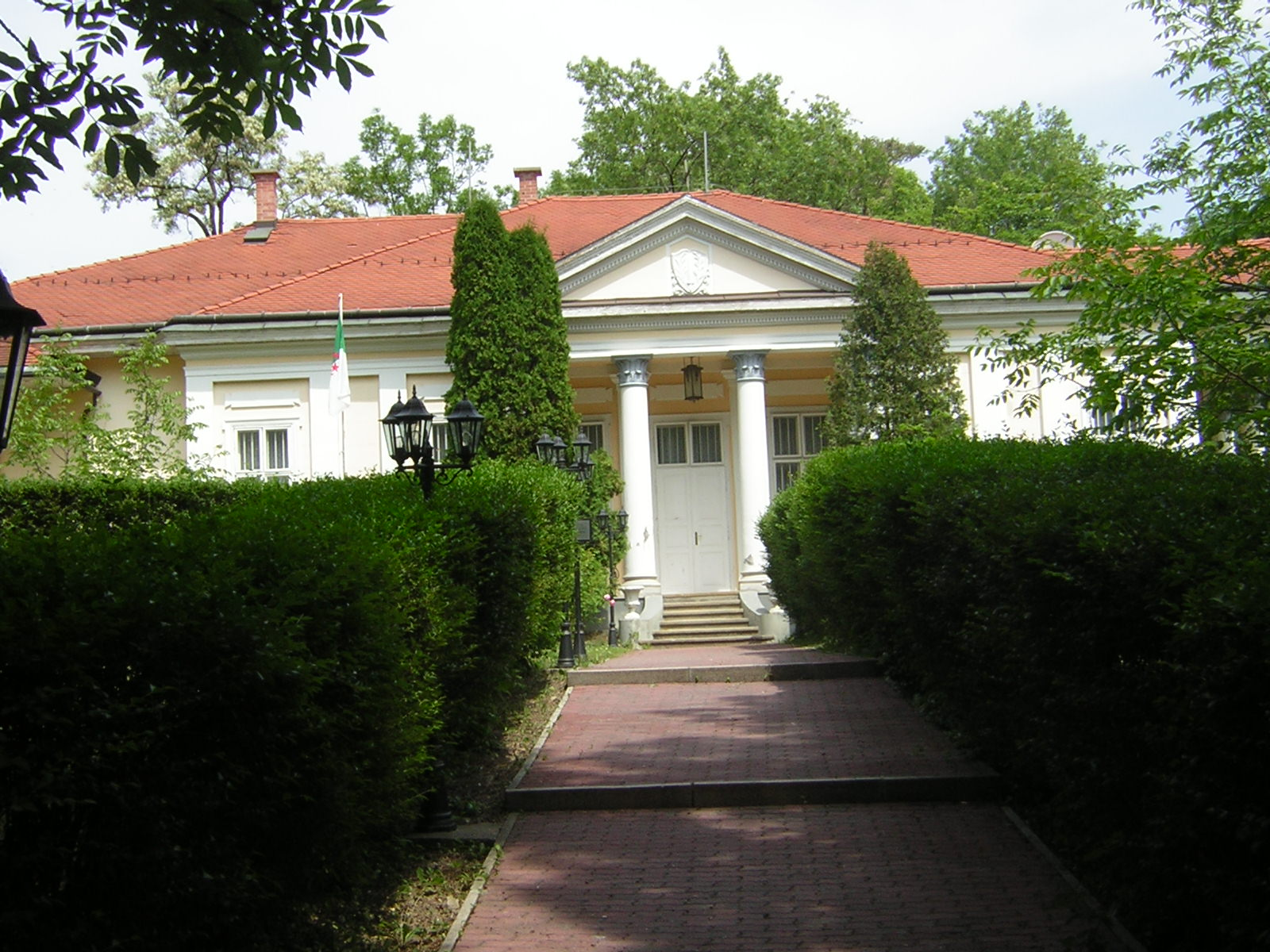
Algériai Demokratikus Népi Köztársaság Magyarországi Nagykövetsége
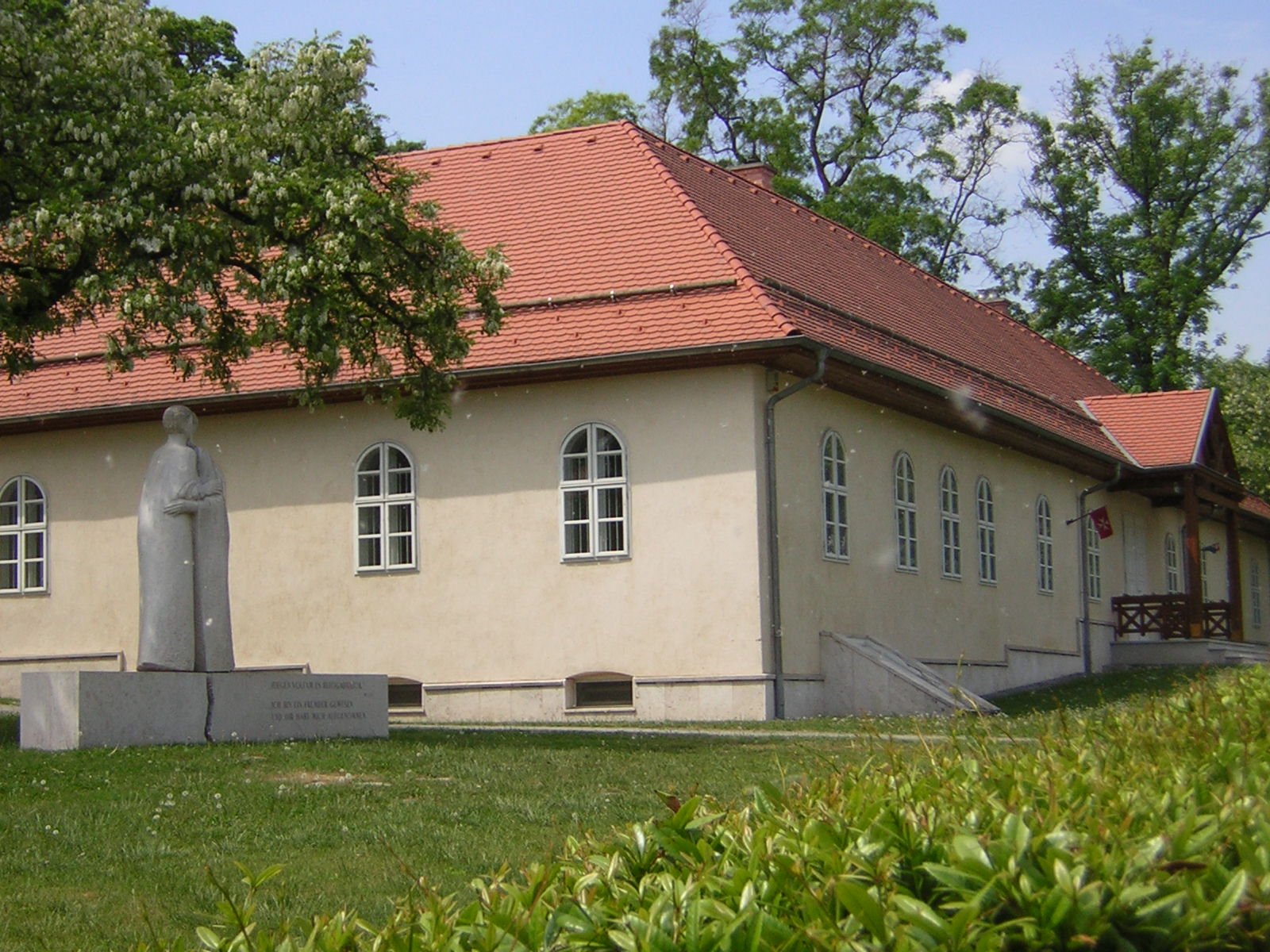
A Laszlovszky Major kertje a Befogadás emlékművel
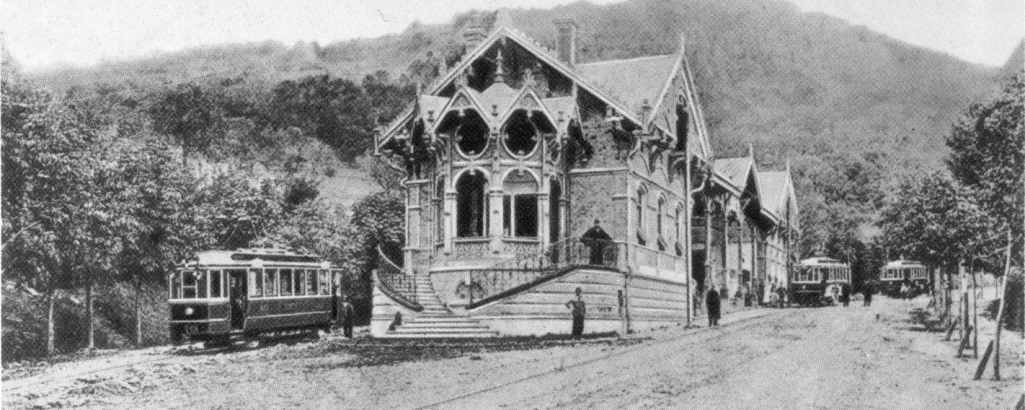
Régi villamos végállomás a Zugligeti úton 1909 körül (Klösz György felvétele)
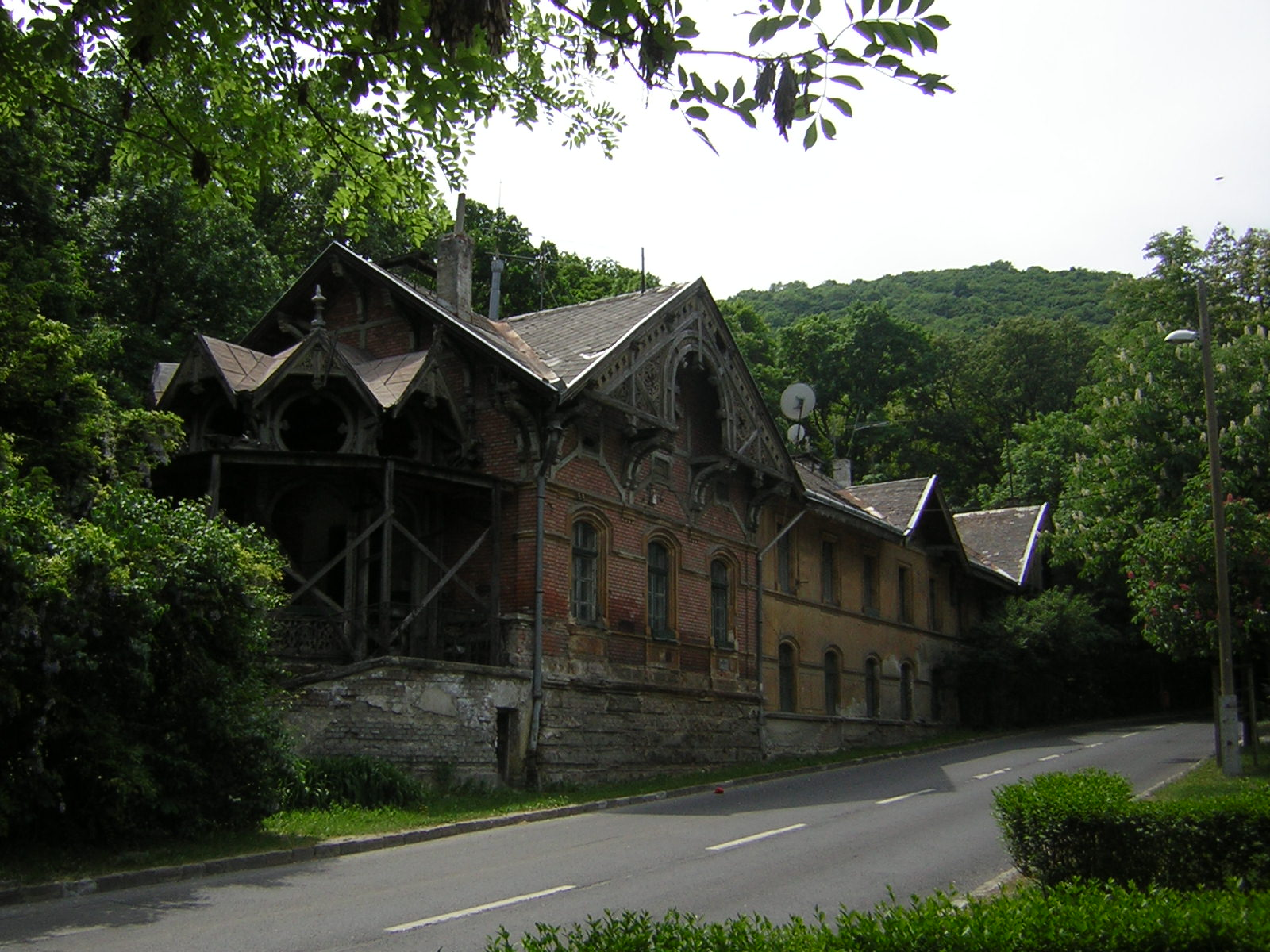
Régi villamos végállomás a Zugligeti úton 2009-ben
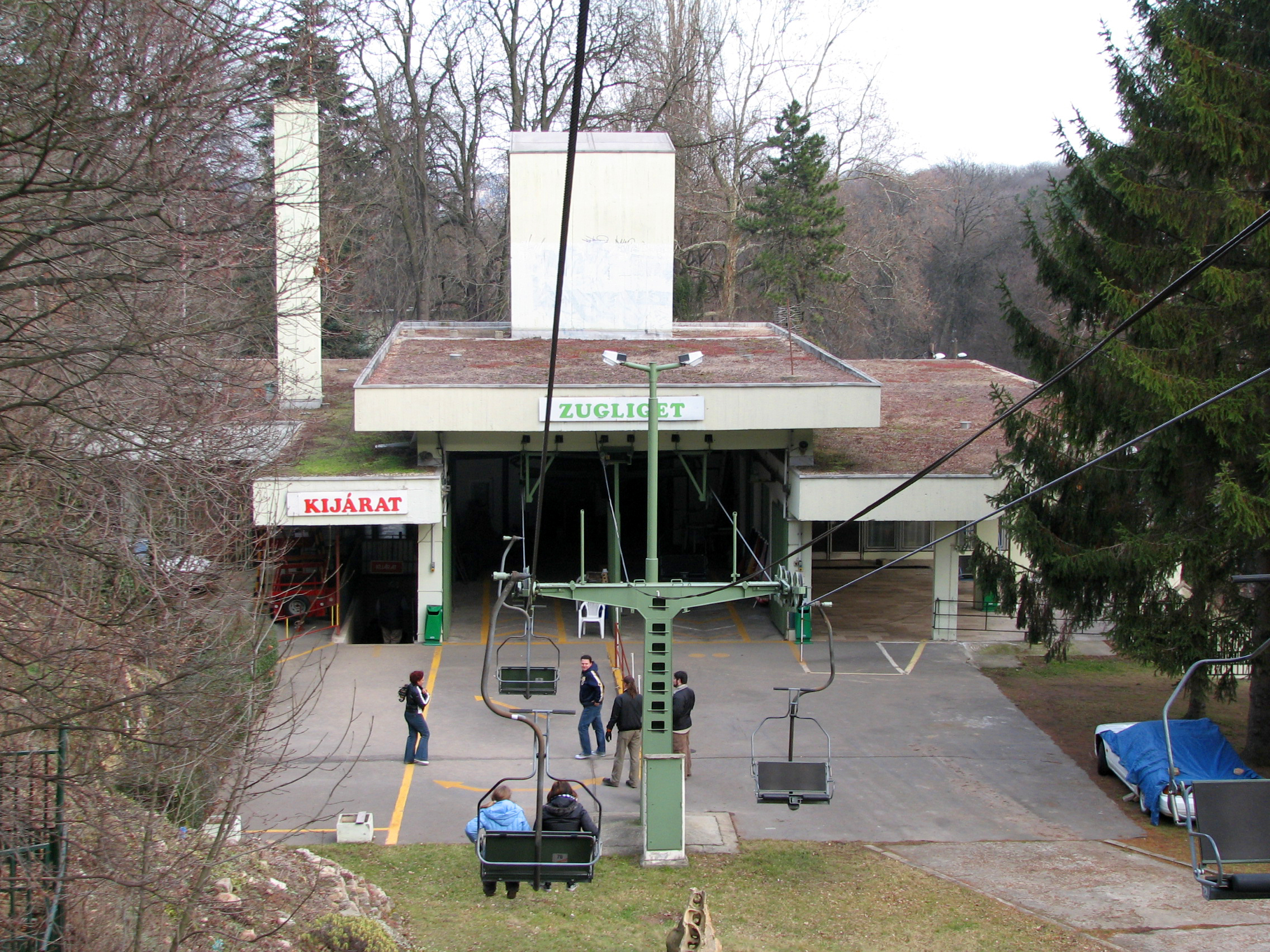
A Libegő Zugligeti állomása
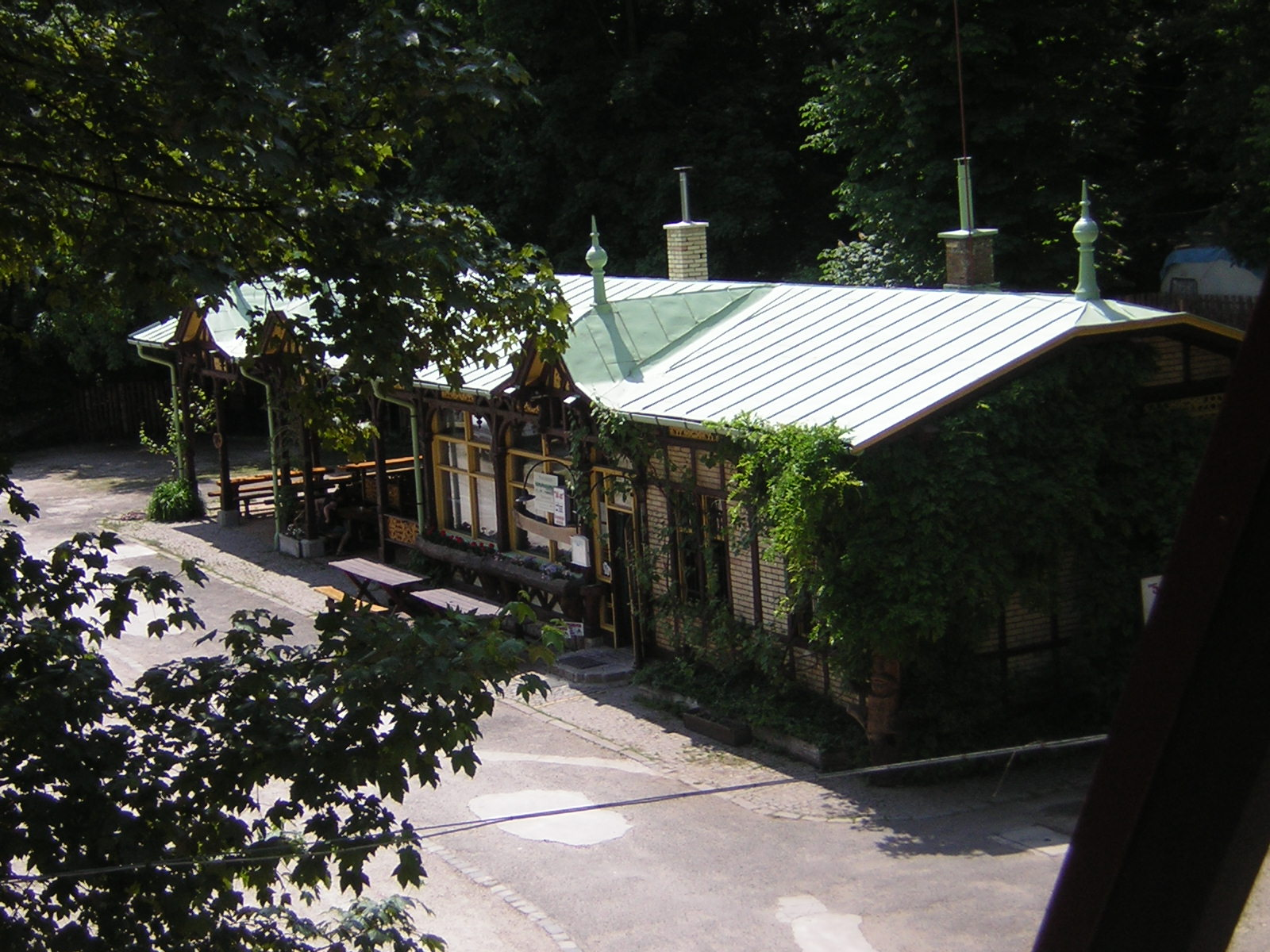
Az "új" villamos végállomás a Zugligeti úton 2009-ben, Niche Camping
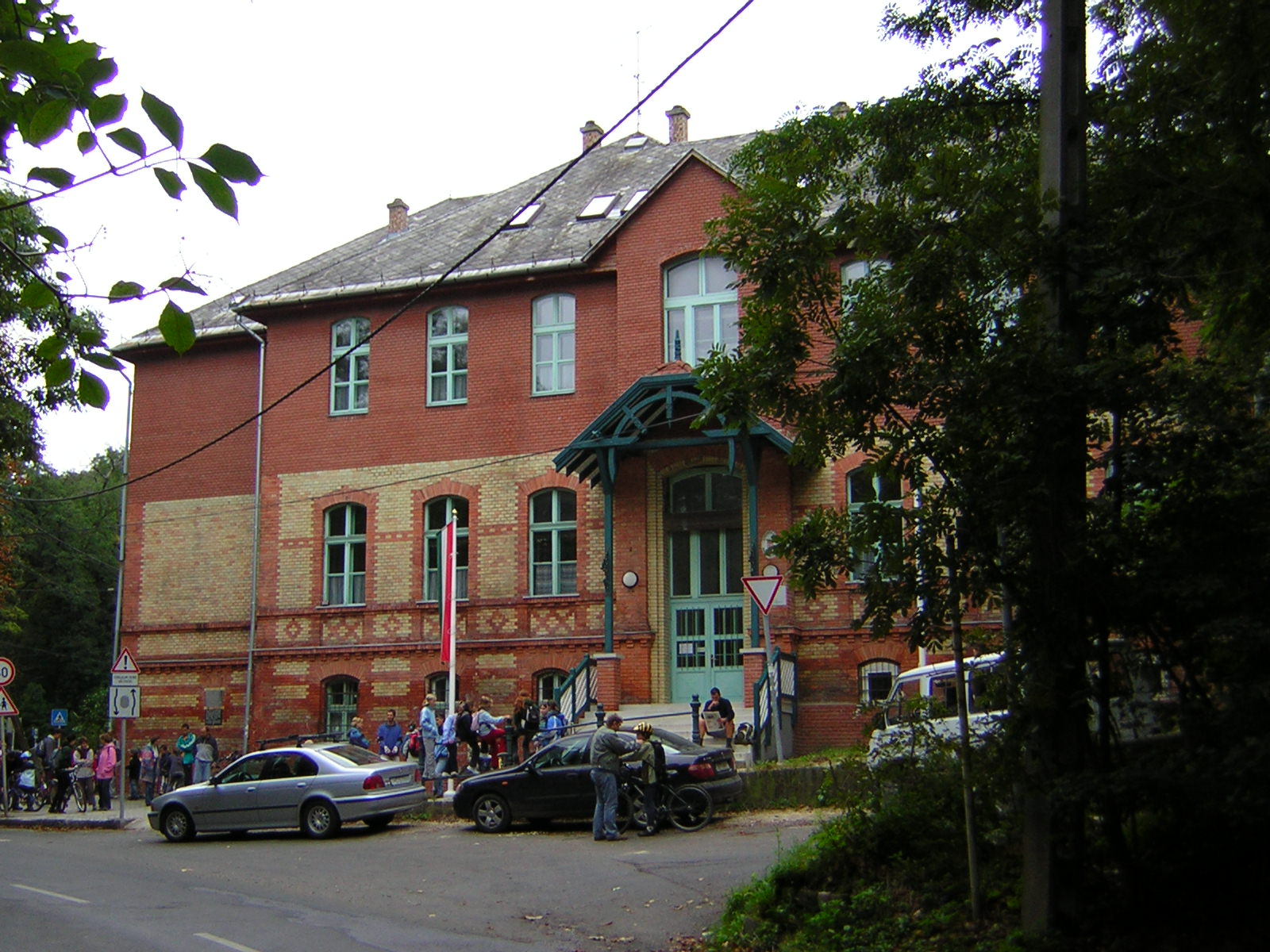
Zugligeti Általános Iskola

## Külső hivatkozások
- A Moholy-Nagy Művészeti Egyetem hivatalos honlapja
- A zugligeti libegő
- A Zugligeti Általános Iskola Archiválva 2007. október 12-i dátummal a Wayback Machine-ben